# Sociedad de carbones minerales de Dos Aguas y del Ferrocarril del Grao de Valencia a Turís
La Sociedad de carbones minerales de Dos Aguas y del Ferrocarril del Grao de Valencia a Turís se constituyó el 8 de julio de 1891 bajo la presidencia de Juan Isla Doménech con el objetivo de transportar los vinos de la Baronía de Turís y del carbón de las sierras de Dos Aguas al puerto de Valencia. Las obras se ejecutaron por partes siendo inaugurado el 11 de noviembre de 1893 el tramo que unía la estación de Jesús, situada en la calle del mismo nombre en el sur de la ciudad de Valencia, y la localidad de Torrente. 
En ese momento la empresa cambió de planes desechando la idea original de transportar vino y carbón, por lo que en esa localidad la vía efectúa un brusco giro de noventa grados encaminándose hacia Picasent, siendo abierto este tramo el 27 de enero de 1894. El tercer tramo entre Picasent y Carlet se inauguró el 9 de febrero de 1895. El cuarto, entre Carlet y Alberique, se inauguró el 1 de noviembre del mismo año. En 1917 se inauguró un último tramo entre Alberique y Villanueva de Castellón. De esta forma la longitud de la línea fue de 52,400 km.
Esta compañía también construyó un ramal de 5,600 km entre la estación de Jesús y el barrio marítimo de Nazaret, siendo inaugurado en 1912.
En 1924 fue absorbida por la Compañía de Tranvías y Ferrocarriles de Valencia.